# 贝格 (阿列省)
贝格（法語：Bègues，法語發音：[bɛɡ]）是法国阿列省的一个市镇，位于该省南部，属于维希区。

## 地理
贝格（46°7'39"N, 3°9'21"E）面积8.3 平方千米，位于法国奥弗涅-罗讷-阿尔卑斯大区阿列省，该省份为法国中部省份，北起涅夫勒省、西北接谢尔省，西南至克勒兹省，南至多姆山省，东南临卢瓦尔省，东临索恩-卢瓦尔省。
与贝格接壤的市镇（或旧市镇、城区）包括：埃布勒伊、加纳、马兹里耶、圣博内德罗什福尔。

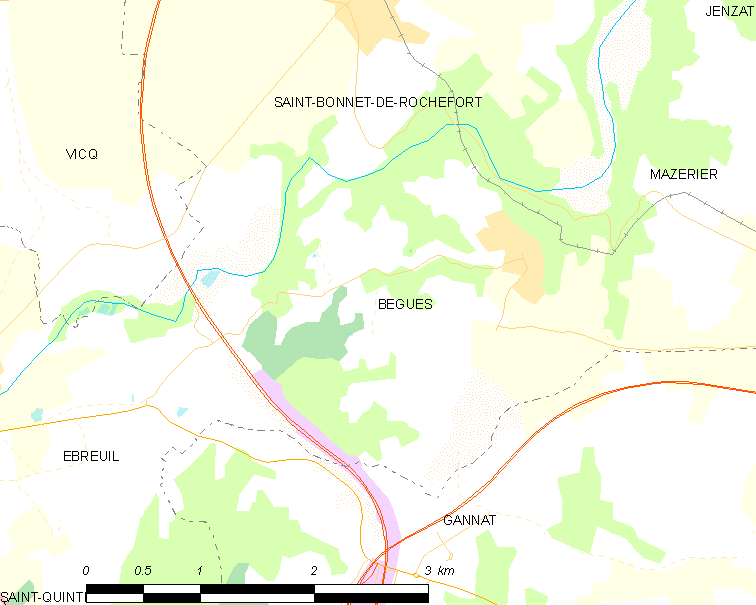
的OSM定位图

贝格的时区为UTC+01:00、UTC+02:00（夏令时）。

## 行政
贝格的邮政编码为03800，INSEE市镇编码为03021。

## 政治
贝格所属的省级选区为加纳县。

## 人口

1962-2008年间人口变化图示

贝格于2022年1月1日时的人口数量为229人。